# Pseudomesochra brucei
Pseudomesochra brucei is een eenoogkreeftjessoort uit de familie van de Pseudotachidiidae. De wetenschappelijke naam van de soort is voor het eerst geldig gepubliceerd in 1901 door Scott T. & A..